# Lucas Thwala
Lucas Bongane Thwala (ur. 19 października 1981 w Nelspruit) – południowoafrykański piłkarz występujący na pozycji obrońcy.
Thwala może grać na środku lub po lewej stronie obrony. Zawodnikiem Orlando Pirates jest od 2004 roku. W reprezentacji swojego kraju zagrał 23 razy i strzelił jedną bramkę. Zadebiutował w niej 23 lutego 2005 roku w spotkaniu z Seszelami. Znajdował się w kadrze na Złoty Puchar CONCACAF 2005, w 2010 został powołany do składu na mistrzostwa świata.